# Vitfläckig dvärgnäshornsfågel
Vitfläckig dvärgnäshornsfågel (Horizocerus granti) är en fågel i familjen näshornsfåglar inom ordningen härfåglar och näshornsfåglar.

## Utbredning och systematik
Vitfläckig dvärgnäshornsfågel förekommer i Centralafrika från Demokratiska republiken Kongo och östcentrala Republiken Kongo till västra Uganda. Fågeln betraktades tidigare som underart till Horizocerus hartlaubi. Den urskiljs dock sedan 2014 som egen art av Birdlife International och IUCN, sedan 2023 även av eBird/Clements och IOC.

## Status och hot
Arten har ett stort utbredningsområde, men tros minska i antal, dock inte tillräckligt kraftigt för att den ska betraktas som hotad. Internationella naturvårdsunionen IUCN listar arten som livskraftig (LC).